# Christine Tremarco
Christine Tremarco (Liverpool, 20 september 1977) is een Britse actrice. Ze startte haar carrière in 1992 met de hoofdrol in BBC-miniserie The Leaving of Liverpool, waarvoor ze genomineerd werd voor een AFI Award. Daarnaast is ze bekend als Davina Shackleton in Waterloo Road (2007-2009), Linda Andrews in Casualty (2010-2013) en Manda Miller in Adolescence (2025).

## Biografie
Tremarco ging naar de St Cecilia's Catholic Infant/Junior Schools in Liverpool. Haar middelbare school was het Holly Lodge Girls' College. Toen ze daar in een toneelstuk speelde, werd ze gevraagd om voor een nieuwe dans- en toneelschool. Ze nam deel aan een toneelgroep en werd gescout voor The Leaving of Liverpool. In deze ABC/BBC-miniserie over gedwongen migratie van kinderen naar verschillende landen in de jaren '50, speelde ze de hoofdrol van Lily.
Tremarco is misschien wel het meest bekend vanwege haar rol in de BBC One-dramaserie Waterloo Road als schoolsecretaris Davina Shackleton (2007-2009). Ook speelde ze Ellie Morgan in de BBC One-miniserie Moving On (mei 2009). In 2010 had ze een gastrol in de medische serie Casualty als Linda Andrews. Vanwege positieve reacties op het personage werd dit van 2011 tot 2013 een hoofdrol.
In 2017 verscheen Tremarco in Little Boy Blue als Marie Thompson. In deze serie over de moord op de elfjarige Rhys Jones in 2007, speelt ze de moeder van bendeleden die de moord hebben geprobeerd te verdoezelen.
In 2025 speelde ze Manda Miller in Netflix-miniserie Adolescence. In de serie wordt haar dertienjarige zoon Jamie (Owen Cooper) beschuldigd van moord. De serie onderscheidt zich door afleveringen die uit onafgebroken opnames bestaan. Producent Stephen Graham speelt tevens haar echtgenoot Eddie.

## Filmografie

### Film
| Jaar | Film                                 | Rol              | Opmerkingen   |
| ---- | ------------------------------------ | ---------------- | ------------- |
| 1994 | Priest                               | Lisa Unsworth    |               |
| 1997 | Under the Skin                       | Vron             |               |
| 1997 | Face                                 | Sarah            |               |
| 1999 | Dockers                              | Paula Walton     | Televisiefilm |
| 1999 | Hold Back the Night                  | Charleen         |               |
| 2002 | Anita and Me                         | Sandy            |               |
| 2003 | Gifted                               | Sharon Harrison  | Televisiefilm |
| 2003 | On the Out                           | Mirriam          | Televisiefilm |
| 2004 | I'm a Juvenile Delinquent – Jail Me! | Various          | Televisiefilm |
| 2004 | Pretending to Be Judith              | Maria            | Televisiefilm |
| 2005 | Uncle Adolf                          | Eva Braun        | Televisiefilm |
| 2005 | The Trouble with Men and Women       | Karen            |               |
| 2005 | Faith                                | Michelle Andrews | Televisiefilm |
| 2006 | Trigger Happy                        | The Girl         | Korte film    |
| 2006 | That Summer Day                      | Music Teacher    | Televisiefilm |
| 2009 | Ingenious                            | Samantha         | Televisiefilm |
| 2010 | Outcast                              | Housing Officer  |               |
| 2015 | Hector                               | Kate             |               |
| 2016 | ID2: Shadwell Army                   | Alison           |               |
| 2021 | The Pebble and the Boy               | Dawn             |               |

### Televisie
| Year      | Title                                | Role                 | Notes                             |
| --------- | ------------------------------------ | -------------------- | --------------------------------- |
| 1993      | The Leaving of Liverpool             | Lily                 |                                   |
| 1995      | Hearts and Minds                     | Fifth Former         | 1 aflevering                      |
| 1995      | Bordertown                           | Louise Pearson       | Miniserie, 10 afleveringen        |
| 1996–1997 | Springhill                           | Trish Freeman        | Terugkerende rol, 26 afleveringen |
| 1997      | Heartbeat                            | Cathy Thompson       | Aflevering: Leaving Home          |
| 1997      | Lloyds Bank Channel 4 Film Challenge | Jane                 | Aflevering: Family Ties           |
| 1998      | City Central                         | Nikki Reed           | Terugkerende rol, 7 afleveringen  |
| 1998      | Coronation Street                    | Lucy Johnson         | Gastrol, 1 aflevering             |
| 1998      | Trial & Retribution                  | Cheryl Goodall       | 2 afleveringen                    |
| 1999      | Liverpool 1                          | Michelle             | Aflevering: Pause for Thought     |
| 1999      | Shockers                             | Deborah              | Aflevering: "The Dance"           |
| 2000      | The English Programme                | Paula Walton         | Terugkerende rol; 3 afleveringen  |
| 2000      | Clocking Off                         | Katherine Mackintosh | Terugkerende rol; 4 afleveringen  |
| 2001      | Swallow                              | Lorraine Landry      | Miniserie, 3 afleveringen         |
| 2001–2002 | Nice Guy Eddie                       | Ange McMullen        | 7 afleveringen                    |
| 2002      | Night Flight                         | Pam Atwell           | Miniserie                         |
| 2003      | Casualty                             | Sarah Jennings       | Aflevering: Against Protocol      |
| 2003      | Real Men                             | Paula Savage         | Miniserie, 2 afleveringen         |
| 2003      | Coming Up                            | Rachel               | Aflevering: Loveless              |
| 2004      | Family Business                      | Lisa                 | 1 aflevering                      |
| 2004–2005 | Fat Friends                          | Clare                | 2 afleveringen                    |
| 2005      | The Rotters' Club                    | Miriam Newman        | Miniserie, 2 afleveringen         |
| 2005      | Donovan                              | Sharon Paige         | 1 aflevering                      |
| 2005      | The Ghost Squad                      | Jo Miller            | Aflevering: One of Us             |
| 2006      | New Street Law                       | Judy Richards        | Aflevering: To the Naked Eye      |
| 2006      | Dalziel and Pascoe                   | Nerissa Barron       | Aflevering: The Cave Woman        |
| 2007      | Five Days                            | Leanne Wellings      | 2 afleveringen                    |
| 2007      | New Tricks                           | Christy Berlin       | Aflevering: Big Topped            |
| 2007–2009 | Waterloo Road                        | Davina Shackleton    | 44 afleveringen                   |
| 2009      | Moving On                            | Ellie Morgan         | Aflevering: Drowning Not Waving   |
| 2010–2013 | Casualty                             | Linda Andrews        | 73 afleveringen                   |
| 2011      | Silent Witness                       | Sonia Hardwick       | Aflevering: Lost                  |
| 2011      | Justice                              | Marie                | Aflevering: This Town             |
| 2012      | Good Cop                             | Nurse Justine        | Miniserie, 4 afleveringen         |
| 2013      | Talking to the Dead                  | DC Eluned Jones      | Miniserie, 2 afleveringen         |
| 2014      | Glue                                 | Nadya                | Miniserie, 4 afleveringen         |
| 2015      | Safe House                           | Becky                | Miniserie, 4 afleveringen         |
| 2017      | Little Boy Blue                      | Marie Thompson       | Miniserie, 4 afleveringen         |
| 2019      | Clink                                | Sinead Kovac         | 10 afleveringen                   |
| 2020      | Tin Star                             | Carrie McGrath       | Aflevering: Collateral            |
| 2021      | Wolfe                                | Betsy Chambers       | 6 afleveringen                    |
| 2022      | The Responder                        | Dr. Diane Gallagher  | Terugkerende rol, 3 afleveringen  |
| 2022      | The Window                           | Teresa Burdett       | Terugkerende rol, 8 afleveringen  |
| 2024      | The Gathering                        | Carianne             | Terugkerende rol, 6 afleveringen  |
| 2024      | Kidnapped: The Chloe Ayling Story    | Bea                  | Miniserie, 2 afleveringen         |
| 2024      | Emmerdale                            | Rose Jackson         |                                   |
| 2025      | Adolescence                          | Manda Miller         | Miniserie, 4 afleveringen         |

## Prijzen en nominaties
| Jaar | Award      | Categorie                     | Werk                     | Producent | Resultaat   |
| ---- | ---------- | ----------------------------- | ------------------------ | --------- | ----------- |
| 1993 | AFI Awards | Beste Actrice in een Hoofdrol | The Leaving of Liverpool | ABC/BBC   | Genomineerd |